# Grand Prix Portugalii 1996
Wyniki Grand Prix Portugalii, piętnastej rundy Mistrzostw Świata Formuły 1 w sezonie 1996.

## Kwalifikacje
| P  | Nr | Kierowca              | Konstruktor(-silnik) | Opony | Czas     | Odstęp   | Strata   |
| -- | -- | --------------------- | -------------------- | ----- | -------- | -------- | -------- |
| 1  | 5  | Damon Hill            | Williams-Renault     | G     | 1:20.330 | -        | -        |
| 2  | 6  | Jacques Villeneuve    | Williams-Renault     | G     | 1:20.339 | 0:00.009 | 0:00.009 |
| 3  | 3  | Jean Alesi            | Benetton-Renault     | G     | 1:21.088 | 0:00.749 | 0:00.758 |
| 4  | 1  | Michael Schumacher    | Ferrari              | G     | 1:21.236 | 0:00.148 | 0:00.906 |
| 5  | 4  | Gerhard Berger        | Benetton-Renault     | G     | 1:21.293 | 0:00.057 | 0:00.963 |
| 6  | 2  | Eddie Irvine          | Ferrari              | G     | 1:21.362 | 0:00.069 | 0:01.032 |
| 7  | 7  | Mika Häkkinen         | McLaren-Mercedes     | G     | 1:21.640 | 0:00.278 | 0:01.310 |
| 8  | 8  | David Coulthard       | McLaren-Mercedes     | G     | 1:22.066 | 0:00.426 | 0:01.736 |
| 9  | 11 | Rubens Barrichello    | Jordan-Peugeot       | G     | 1:22.205 | 0:00.139 | 0:01.875 |
| 10 | 12 | Martin Brundle        | Jordan-Peugeot       | G     | 1:22.324 | 0:00.119 | 0:01.994 |
| 11 | 15 | Heinz-Harald Frentzen | Sauber-Ford          | G     | 1:22.325 | 0:00.001 | 0:01.995 |
| 12 | 14 | Johnny Herbert        | Sauber-Ford          | G     | 1:22.655 | 0:00.330 | 0:02.325 |
| 13 | 19 | Mika Salo             | Tyrrell-Yamaha       | G     | 1:22.765 | 0:00.110 | 0:02.435 |
| 14 | 18 | Ukyō Katayama         | Tyrrell-Yamaha       | G     | 1:23.013 | 0:00.248 | 0:02.683 |
| 15 | 9  | Olivier Panis         | Ligier-Mugen-Honda   | G     | 1:23.055 | 0:00.042 | 0:02.725 |
| 16 | 17 | Jos Verstappen        | Footwork-Hart        | G     | 1:23.531 | 0:00.476 | 0:03.201 |
| 17 | 16 | Ricardo Rosset        | Footwork-Hart        | G     | 1:24.230 | 0:00.699 | 0:03.900 |
| 18 | 10 | Pedro Diniz           | Ligier-Mugen-Honda   | G     | 1:24.293 | 0:00.063 | 0:03.963 |
| 19 | 20 | Pedro Lamy            | Minardi-Ford         | G     | 1:24.510 | 0:00.217 | 0:04.180 |
| 20 | 21 | Giovanni Lavaggi      | Minardi-Ford         | G     | 1:25.612 | 0:01.102 | 0:05.282 |
| P  | Nr | Kierowca              | Konstruktor(-silnik) | Opony | Czas     | Odstęp   | Strata   |

## Wyścig

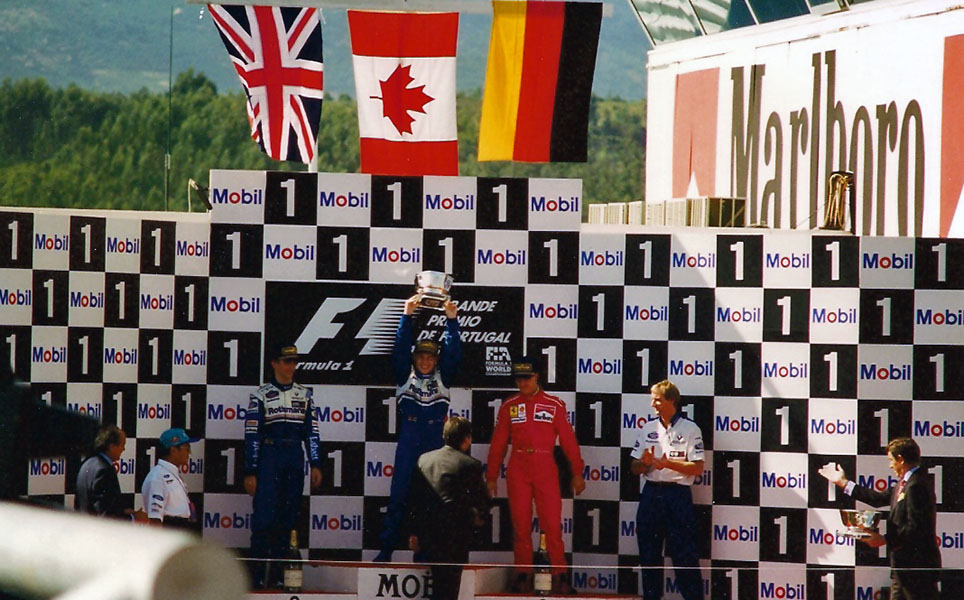
Jacques Villeneuve, Damon Hill i Michael Schumacher na podium po wyścigu

| P                 | + / – | Nr | Kierowca              | Konstruktor        | Opony | Okr. | Czas / Strata | Komentarz |
| ----------------- | ----- | -- | --------------------- | ------------------ | ----- | ---- | ------------- | --------- |
| 1                 | 1     | 6  | Jacques Villeneuve    | Williams-Renault   | G     | 70   | 1h40:22.915   |           |
| 2                 | 1     | 5  | Damon Hill            | Williams-Renault   | G     | 70   | +0:19.966     |           |
| 3                 | 1     | 1  | Michael Schumacher    | Ferrari            | G     | 70   | +0:53.765     |           |
| 4                 | 1     | 3  | Jean Alesi            | Benetton-Renault   | G     | 70   | +0:55.109     |           |
| 5                 | 1     | 2  | Eddie Irvine          | Ferrari            | G     | 70   | +1:27.389     |           |
| 6                 | 1     | 4  | Gerhard Berger        | Benetton-Renault   | G     | 70   | +1:33.141     |           |
| 7                 | 4     | 15 | Heinz-Harald Frentzen | Sauber-Ford        | G     | 69   | +1 okr.       |           |
| 8                 | 4     | 14 | Johnny Herbert        | Sauber-Ford        | G     | 69   | +1 okr.       |           |
| 9                 | 1     | 12 | Martin Brundle        | Jordan-Peugeot     | G     | 69   | +1 okr.       |           |
| 10                | 5     | 9  | Olivier Panis         | Ligier-Mugen-Honda | G     | 69   | +1 okr.       |           |
| 11                | 2     | 19 | Mika Salo             | Tyrrell-Yamaha     | G     | 69   | +1 okr.       |           |
| 12                | 2     | 18 | Ukyō Katayama         | Tyrrell-Yamaha     | G     | 68   | +2 okr.       |           |
| 13                | 5     | 8  | David Coulthard       | McLaren-Mercedes   | G     | 68   | +2 okr.       |           |
| 14                | 3     | 16 | Ricardo Rosset        | Footwork-Hart      | G     | 67   | +3 okr.       |           |
| 15                | 5     | 21 | Giovanni Lavaggi      | Minardi-Ford       | G     | 65   | +5 okr.       |           |
| 16                | 3     | 20 | Pedro Lamy            | Minardi-Ford       | G     | 65   | +5 okr.       |           |
| Niesklasyfikowani |       |    |                       |                    |       |      |               |           |
|                   |       | 7  | Mika Häkkinen         | McLaren-Mercedes   | G     | 52   |               | wypadek   |
|                   |       | 17 | Jos Verstappen        | Footwork-Hart      | G     | 47   |               | silnik    |
|                   |       | 10 | Pedro Diniz           | Ligier-Mugen-Honda | G     | 46   |               | wypadek   |
|                   |       | 11 | Rubens Barrichello    | Jordan-Peugeot     | G     | 41   |               | poślizg   |
| P                 | + / – | Nr | Kierowca              | Konstruktor        | Opony | Okr. | Czas / Strata | Komentarz |

## Najszybsze okrążenie
| Nr | Kierowca           | Konstruktor      | Opony | Czas     | Okr. |
| -- | ------------------ | ---------------- | ----- | -------- | ---- |
| 6  | Jacques Villeneuve | Williams-Renault | G     | 1:22.873 | 37   |